# De Nora
Industrie De Nora est une entreprise multinationale italienne basée à Milan qui opère dans le secteur de l'électrochimie. L'entreprise est le principal fournisseur mondial d'électrodes pour les principaux processus électrochimiques industriels,.

## Histoire
L'entreprise est fondée en 1923 par l'ingénieur italien Oronzio De Nora, qui est également l'inventeur de l'Amuchina.
À partir de 1969, l'entreprise entame un processus d'expansion géographique, en entrant sur différents marchés étrangers à commencer par le Japon, puis en s'étendant à Singapour, au Brésil, en Inde, en Chine et en Allemagne, en établissant à la fois des filiales et des coentreprises.
Depuis 2015, l'entreprise opère également dans le secteur du traitement et de la filtration de l'eau, en appliquant son expertise technologique dans ce domaine.
En décembre 2021, on annonce que Industrie De Nora, par le biais d'une coentreprise avec l'entreprise allemande Thyssenkrupp, a remporté l'approvisionnement en installations d'électrolyse nécessaires à la construction de la plus grande usine de production d'hydrogène vert au monde, dans le cadre du projet Neom en Arabie saoudite,.
En 2022, l'entreprise est cotée à la Borsa Italiana,.

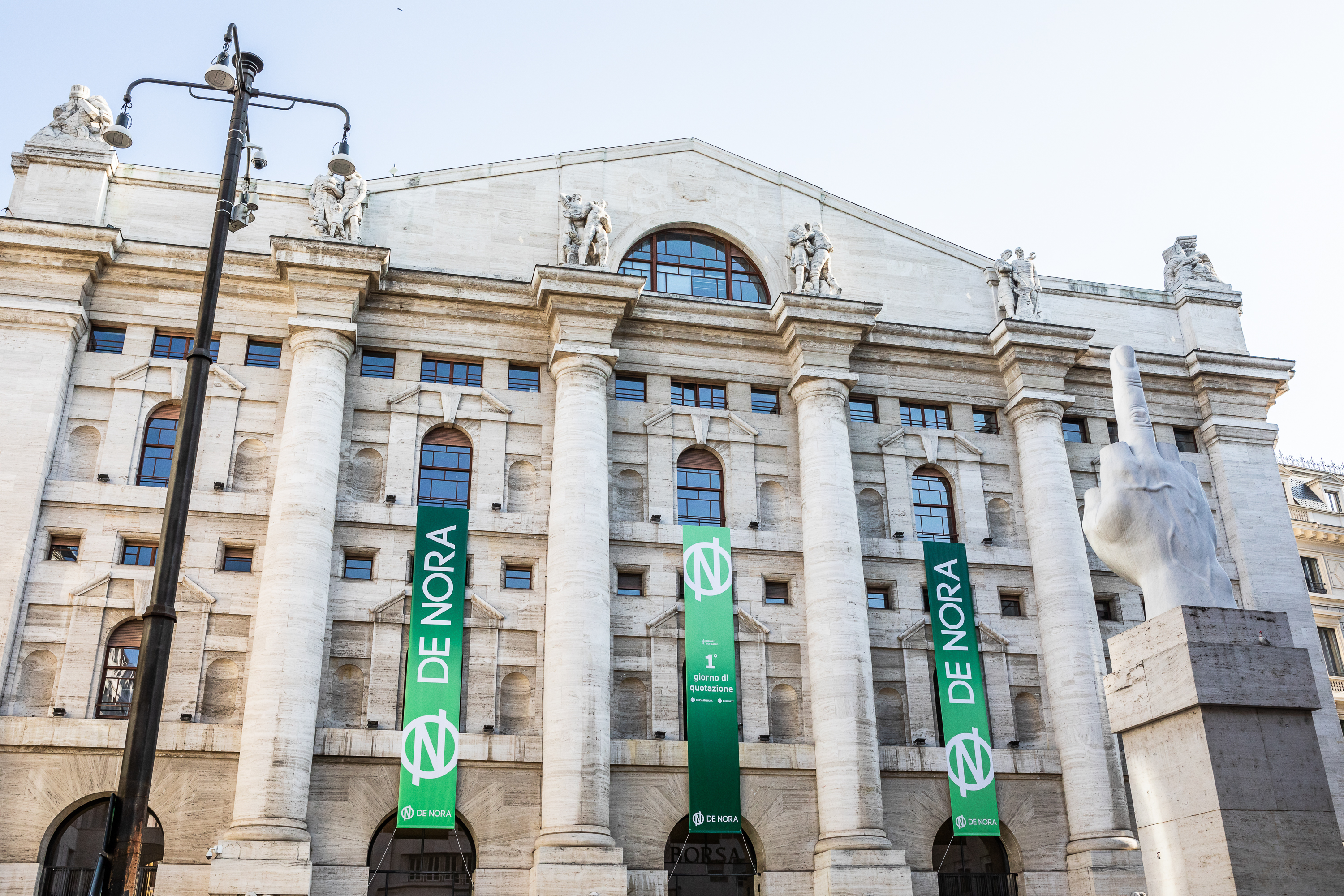
La bourse de Milan le jour de l'introduction en bourse de De Nora

## Activités
Industrie De Nora opère dans l'industrie électrochimique par la production d'électrodes aux applications diverses. Ces applications concernent trois marchés principaux : les applications industrielles, le traitement de l'eau et la transition énergétique dans le domaine de la production d'hydrogène vert.
Avec un chiffre d'affaires de 852,826 millions d'euros et un résultat net de 89,665 millions d'euros en 2022, l'entreprise est présente dans différentes géographies, notamment en Italie, en Allemagne, au Royaume-Uni, aux États-Unis, au Brésil, aux Émirats arabes unis, en Inde, en Chine, au Japon et à Singapour.